# Kallaste
Kallaste è una città dell'Estonia meridionale, nella contea di Tartumaa. Si affaccia sulla sponda estone del Lago Peipsi, al confine con la Russia.